# 波旁-帕尔马的齐塔
齐塔·瑪麗亞·戴娜·格蕾絲·艾德歌達·米歇娜·拉菲娜·約瑟品娜·安東妮亞·路易莎·艾格妮絲（Zita Maria delle Grazie Adelgonda Micaela Raffaela Gabriella Giuseppina Antonia Luisa Agnese，1892年5月9日—1989年3月14日），是波旁-帕爾馬公主，末代奧地利皇后、匈牙利王后。

## 頭銜
- 1892-1911：波旁-帕爾馬公主齐塔殿下
- 1911-1916：奥地利大公夫人齐塔殿下
- 1916-1918：奧地利皇后，匈牙利及波希米亞王后帝國與皇家陛下
- 1918-1989：齐塔皇后，匈牙利及波希米亞王后陛下